# Rhode Island (pollo)
Rhode Island è una razza di pollo statunitense, nata nella seconda metà del XIX secolo. È una razza di tipo utilitario, medio-pesante, buona produttrice sia di uova che di carne. È presente in due varietà di colore, la Rosso mogano (quella tipica) e la Bianca, e in due sottovarietà: quella a cresta semplice e quella a cresta a rosa. È una delle razze utilitarie più famose in tutto il mondo e più utilizzate allo scopo di creare ibridi commerciali.

## Origini
Le origini di questa razza sono ancora non del tutto chiare, considerando la cospicua quantità di razze che hanno preso parte alla sua creazione. Prende il nome dall'omonimo stato americano, e secondo la storia ufficiale, sarebbe nata ad Adamsville, un piccolo villaggio nelle vicinanze di Little Compton. Inizialmente vennero incrociate la Cocincina perniciata e il Combattente Malese rosso a petto nero, importate da poco negli USA, con polli locali; gli ibridi nati da questi incroci vennero poi accoppiati con la Livorno collo oro dalla cresta a rosa e con la Wyandotte. Nel 1891 venne così esposta per la prima volta la razza, a Filadelfia, con il nome di Golden Reds. La prima varietà creata era rossa e con cresta semplice; successivamente furono selezionate la varietà con cresta a rosa e quella bianca. 
Nel 1925 il Rhode Island Red Club of America ha donato fondi per la costruzione di un monumento in onore della razza da erigere ad Adamsville. Questo monumento è stato inserito nel Registro nazionale dei luoghi storici.
Secondo studiosi inglesi, sarebbe stata utilizzata perfino la Sussex rossa columbia, possibilità tuttavia smentita dagli avicoltori statunitensi.

## Caratteristiche morfologiche
È una tipica razza americana di medie dimensioni, creata con lo scopo di avere ottimi polli da tavola e al tempo stesso ottime ovaiole pesanti. La testa è di media grandezza, con una cresta semplice a cinque punte, portata diritta in entrambi i sessi; la varietà con la cresta a rosa ha una cresta carnosa, larga e aderente al capo, di cui segue la linea. Gli occhi sono larghi, prominenti e dall'iride rosso chiara. Gli orecchioni sono ovali e rosso brillanti. I bargigli sono di media lunghezza e perfettamente lisci e fini.
Il collo è relativamente lungo, con ricca mantellina. Il dorso è lungo e largo, portato orizzontale al livello delle spalle. La coda è di media lunghezza, e forma con la linea del dorso un angolo di 40° nel maschio e di 30° nella femmina. Lo standard Usa propone una coda molto più ridotta, che forma un angolo di 20° nel maschio e di 10° nella femmina. Le ali sono larghe e ben aderenti al corpo, portate orizzontalmente.
L'addome è pieno e ben arrotondato. Le zampe sono mediamente lunghe, con tarsi forti, lisci, e di colore giallo. Il peso è di 4,000 kg nel gallo e di 3,000 kg nella gallina. La pelle è gialla.

## Colorazioni
La razza è presente solo in due colorazioni: la Rosso mogano e la Bianca. Quest'ultima varietà non ha mai raggiunto la popolarità dell'altra e secondo molti autori, soprattutto negli Usa, viene considerata una razza a sé stante; in effetti alla sua creazione hanno preso parte la Livorno bianca dalla cresta a rosa, la Wyandotte bianca e la Cocincina perniciata, ma non la Rhode rossa.

### Sottovarietà
Oltre alle due colorazioni esistono anche due sottovarietà, quella a cresta semplice e quella a cresta a rosa. Queste varianti sono presenti in entrambe le colorazioni; in alcuni paesi ha trovato fortuna la sottovarietà dalla cresta a rosa, che ha quasi soppiantato l'altra, più comune in altre nazioni.

## Galleria d'immagini

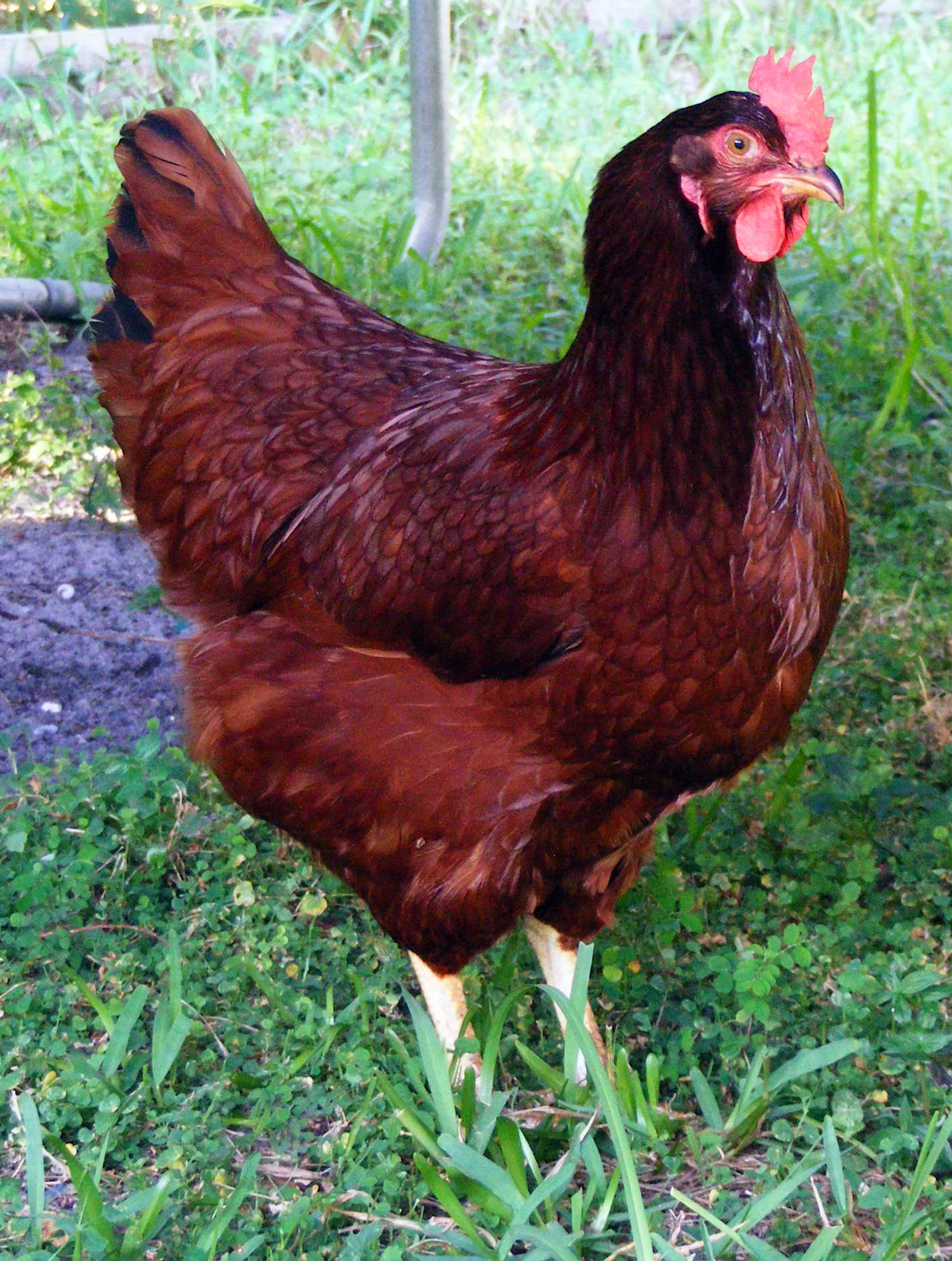
Gallina Rhode Island Rossa mogano.
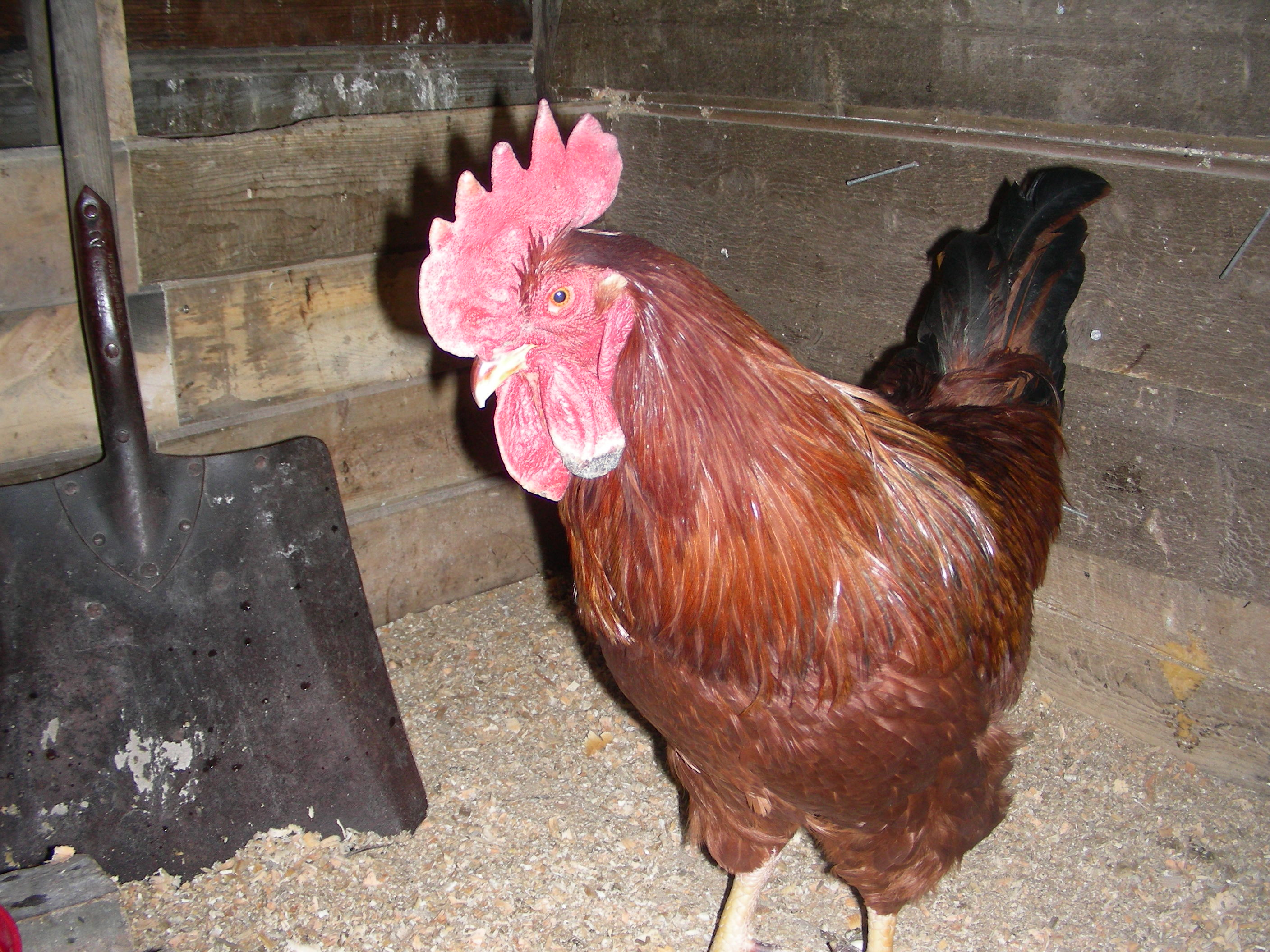
Gallo Rosso mogano.
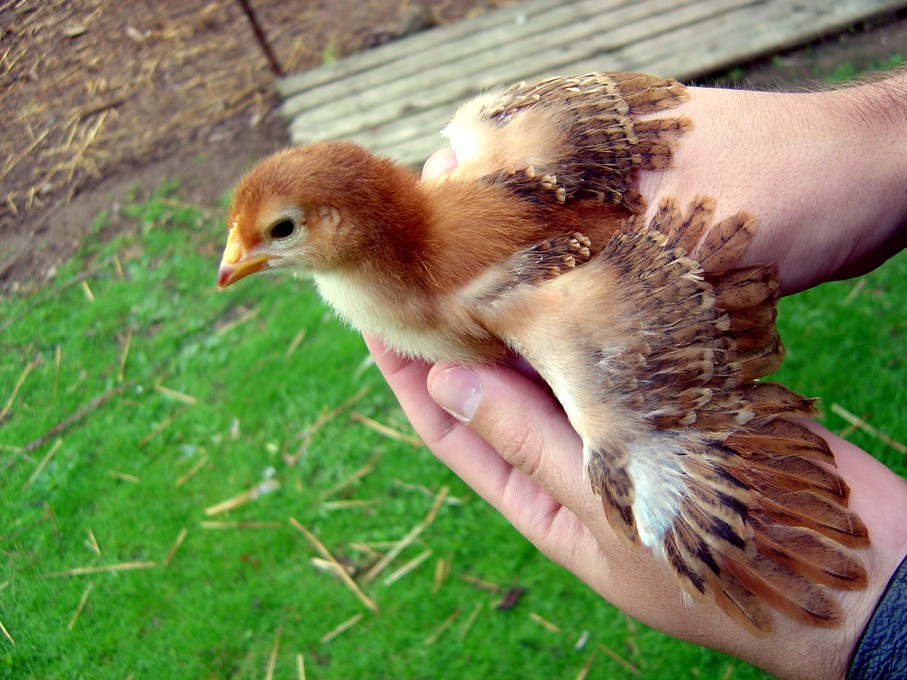
Pulcino di nove giorni.
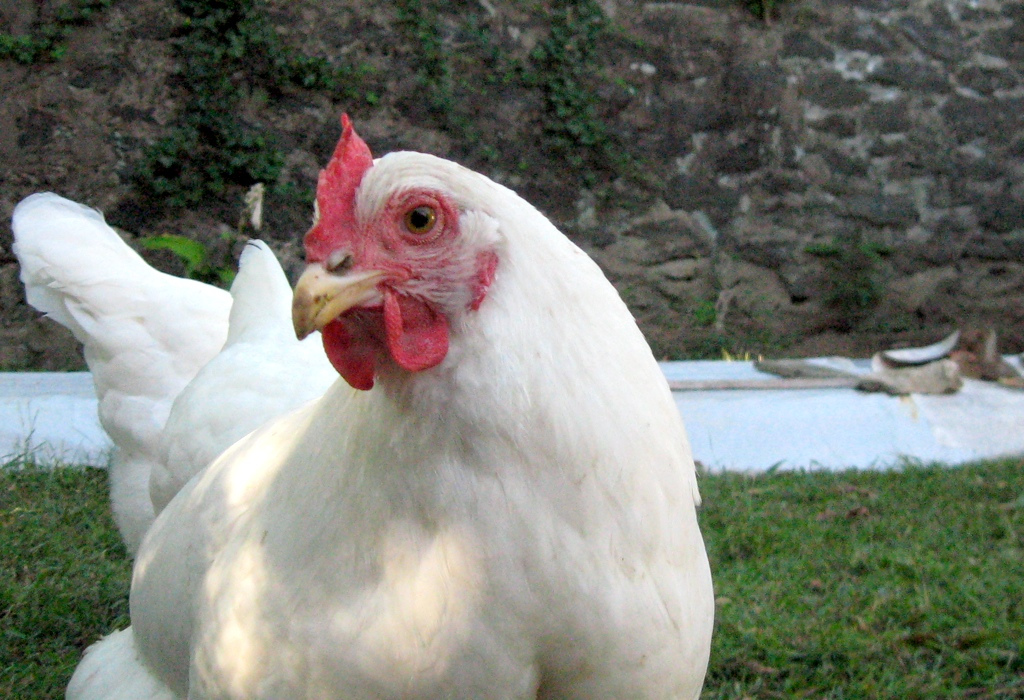
Gallina Rhode Island Bianca.

## Qualità
È un pollo vigoroso, molto rustico e anche docile con il padrone. Si tratta di un'ottima produttrice di uova rossicce e di carne a pelle gialla. Come la New Hampshire, anche la Rhode è usata per creare ovaiole ibride di tipo commerciale e polli autosessabili fin dalla nascita. A questo scopo vengono incrociati maschi di Rhode Island rossa con femmine Sussex columbia: i pulcini che nasceranno da questa unione potranno essere sessati fin dalla nascita, in quanto i maschi prenderanno il colore della madre (bianco/grigio) mentre le femmine quello del padre (rosso).